# Калкатођо
Калкатођо (фр. Calcatoggio) је насељено место у Француској у региону Корзика, у департману Јужна Корзика.
По подацима из 2011. године у општини је живело 533 становника, а густина насељености је износила 23,53 становника/km².

## Демографија
| 1962. | 1968. | 1975. | 1982. | 1990. | 2011. |
| ----- | ----- | ----- | ----- | ----- | ----- |
| 429   | 422   | 396   | 332   | 357   | 533   |